# Minisztár
A Minisztár gyerekekből álló magyar popegyüttes, mely 2000-ben alakult. Három tag alkotja: Polyákovics Georgina, Gonda Vivien és Takács Márk. Feldolgozásokat és saját szerzeményeket egyaránt játszanak, feldolgozásaik között olyan népszerű számok szerepelnek, mint a Kacsatánc, a Dragostea din tei, vagy a Ketchup Song (Asereje). Két albumot jelentettek meg. Mivel gyerekekből álló együttesről van szó, ezért fő célcsoportjuk is a gyerekek. 2007-es feloszlásukig két albumot adtak ki.

## Tagjai
- Polyákovics Georgina
- Gonda Vivien
- Takács Márk

## Diszkográfia
- Minisztár (2005)
- Minidiszkó (2006)